# Montecillo Bajo
Montecillo Bajo war eine selbständige Ortschaft im Departamento Cochabamba im südamerikanischen Anden-Staat Bolivien.

## Lage im Nahraum
Montecillo Bajo war eine Ortschaft im Municipio Tiquipaya in der Provinz Quillacollo auf der 300 km² großen, fruchtbaren und dicht besiedelten Hochebene von Cochabamba. Die Ortschaft liegt auf einer Höhe von 2692 m am Südrand des Nationalparks Tunari (Parque Nacional Tunari, PNT), dessen Bergrücken bis zu 5000 Meter hoch aufsteigt. Den östlichen Rand der Ortschaft bildet der Bachlauf des Río Khora. Seit der Volkszählung 2012 wird Mentecillo Bajo nicht mehr als eigenständige Ortschaft notiert, sondern ist jetzt ein Ortsteil der Stadt Tiquipaya.

## Geographie
Montecillo Bajo liegt im Übergangsbereich zwischen der Anden-Gebirgskette der Cordillera Central und dem bolivianischen Tiefland. Das Klima in der Hochebene von Cochabamba ist ein subtropisches Höhenklima, das im Jahresverlauf mehr durch Niederschlagsschwankungen als durch Temperaturunterschiede geprägt ist.
Die mittlere Durchschnittstemperatur der Region liegt bei etwa 18 °C (siehe Klimadiagramm Cochabamba) und schwankt nur unwesentlich zwischen 14 °C im Juni/Juli und 20 °C im Oktober/November. Der Jahresniederschlag beträgt nur rund 450 mm, bei einer ausgeprägten Trockenzeit von Mai bis September mit Monatsniederschlägen unter 10 mm, und einer Feuchtezeit von Dezember bis Februar mit 90 bis 120 mm Monatsniederschlag.

## Verkehrsnetz
Montecillo Bajo liegt in einer Entfernung von elf Straßenkilometern nordwestlich der Metropole Cochabamba, der Hauptstadt des Departamentos, und sechzehn Kilometer nordöstlich der Großstadt Quillacollo.
Vom Zentrum Cochabambas aus führen Ausfallstraßen in nordwestlicher Richtung nach Tiquipaya, den zentralen Ort des Municipios. Montecillo Bajo liegt in nur einem Kilometer Entfernung direkt nördlich vom Stadtzentrum von Tiquipaya.

## Bevölkerung
Die Einwohnerzahl der Ortschaft ist im letzten Jahrzehnt des vergangenen Jahrhunderts auf das Doppelte angestiegen:
| Jahr | Einwohner | Quelle       |
| ---- | --------- | ------------ |
| 1992 | 864       | Volkszählung |
| 2001 | 1 554     | Volkszählung |

Die Region weist einen hohen Anteil an Quechua-Bevölkerung auf. Im Municipio Tiquipaya sprechen 58,1 Prozent der Bevölkerung Quechua.